# 5-й гвардейский танковый корпус
5-й гвардейский танковый Сталинградско-Киевский корпус — гвардейское формирование (соединение, танковый корпус) БТ и МВ, Рабоче-крестьянской Красной Армии в годы Великой Отечественной войны.
В годы войны именовался — 5-й гвардейский Сталинградско-Киевский танковый корпус.
В составе действующей армии, периоды:
с 07.02.1943 по 11.05.1945;
с 09.08.1945 по 03.09.1945.

## История
Приказом НКО Союза ССР № 57 от 7 февраля 1943 года за мужество и героизм личного состава 4-й танковый корпус награждён почётным званием «Гвардейский», получил новый войсковой № и преобразован в 5-й гвардейский танковый корпус.
В сентябре 1945 года на основании приказа НКО Союза ССР № 0013 от 10 июня 1945 года корпус, в связи с демобилизацией, переформирован в 5-ю гвардейскую танковую дивизию.
В мае 1957 года переформирована в 122-ю гвардейскую мотострелковую дивизию. Позднее была передислоцирована в Алейск, Алтайского края. В октябре 1989 года мотострелковое соединение, дислоцировавшееся в Даурии, переформирована в 122-ю гвардейскую пулемётно-артиллерийскую дивизию, место расформированного 375-го гв. мотострелкового полка в состав дивизии включены 363-й и 383-й пулемётно-артиллерийские полки сформированные на базе 11-го, 14-го, 18-го и 19-го укрепрайонов (УР) 36-й армии, а с 1 сентября 2001 года вновь стала именоваться как 122-я гвардейская Сталинградско-Киевская мотострелковая дивизия. 
Расформирована в 2002 году.

## Боевой путь
Корпус участвовал в следующих операциях Великой Отечественной войны:
- Курская стратегическая оборонительная операция [05.07.1943 — 23.07.1943]
- Белогородско-Харьковская наступательная операция (операция «Румянцев») [03.08.1943 — 23.08.1943]
- Черниговско-Полтавская стратегическая наступательная операция [26.08.1943 — 30.09.1944]
  - Сумско-Прилукская фронтовая наступательная операция [26.08.1943 — 30.09.1943]
- Киевская стратегическая наступательная операция [03.11.1943 — 13.11.1943]
- Киевская оборонительная операция
- Днепровско-Карпатская стратегическая наступательная операция (Освобождение Правобережной Украины) [24.12.1943 — 17.04.1944]
  - Житомирско-Бердичевская наступательная операция [24.12.1943 — 14.01.1944]
  - Корсунь-Шевченковская наступательная операция [24.01.1944 — 17.02.1944]
  - Уманско-Ботошанская наступательная операция
- Ясско-Кишиневская стратегическая наступательная операция [20.08.1944 — 29.08.1944]
- Дебреценская наступательная операция [06.10.1944 — 28.10.1944]
- Будапештская наступательная операция
- Венская стратегическая наступательная операция [16.03.1945 — 15.04.1945]
- Братиславско-Брновская наступательная операция (на завершающем её этапе)
- Пражская стратегическая наступательная операция [06.05.1945 — 11.05.1945]
- Маньчжурская стратегическая наступательная операция [09.08.1945 — 02.09.1945]
  - Хингано-Мукденская фронтовая наступательная операция [09.08.1945 — 02.09.1945]

## Командный состав корпуса

### Командиры корпуса
- гвардии генерал-майор танковых войск, с 07.06.1943 гвардии генерал-лейтенант танковых войск Кравченко Андрей Григорьевич [с 18.09.1942 по 24.01.1944];
- гвардии генерал-лейтенант танковых войск Алексеев Василий Михайлович [с 21.01.1944 по 25.08.1944], погиб 25.08.1944 — ОБД;
- гвардии генерал-майор танковых войск, с 19.04.1945 гвардии генерал-лейтенант танковых войск Савельев Михаил Иванович [с 26.08.1944 по 03.09.1945]

### Заместитель командира корпуса по политической части
- гвардии полковник Белов Александр Михайлович

### Начальник штаба корпуса
- гвардии полковник Лукшин Александр Иванович [на май 1945]

## Состав
- Управление корпуса
- 20 гвардейская танковая Ясско-Мукденская Краснознамённая ордена Кутузова бригада[3][4][5][6] (бывшая 45-я)
- 21 гвардейская танковая Житомирско-Венская дважды Краснознамённая орденов Суворова и Кутузова бригада[7][8][9][10][11][12] (бывшая 69-я)
- 22 гвардейская танковая Порт-Артурская[4] Краснознамённая[13] орденов Кутузова[6] и Богдана Хмельницкого[14] бригада]] (бывшая 102-я)
- 6 гвардейская мотострелковая Венско-Мукденская Краснознамённая орденов Суворова и Кутузова бригада[8][4][13][14][6] (бывшая 4-я)
- 48 отдельный гвардейский танковый полк прорыва (июль-декабрь 1943)
- 390 гвардейский самоходный артиллерийский Рымникский полк (бывший 1462 самоходный артиллерийский Рымникский полк, переименован в соответствии с директивой Генерального штаба Красной Армии № Орг/3/313679 от 10.10.1944 г.)
- 375 гвардейский тяжёлый самоходно-артиллерийский Фокшанский[15] полк (бывший 1832-й)
- 1458 самоходно-артиллерийский Ясский[3] ордена Кутузова[16] полк
- 1416 самоходно-артиллерийский Варшавский[17] Краснознамённый[18] ордена Суворова[19] полк (декабрь 1943-июнь 1944)
- 301 лёгкий артиллерийский Полтавский дважды Краснознамённый ордена Богдана Хмельницкого полк[20][21][21][21][22][23][14]
- 454 гвардейский миномётный Плоештинский полк (бывший 454 миномётный Плоештинский[24] полк, переименован в соответствии с директивой Генерального штаба Красной Армии № Орг/3/313679 от 10.10.1944 г.)
- 391 гвардейский истребительно-противотанковый артиллерийский Белоцерковский Краснознамённый полк (бывший 1667 истребительно-противотанковый артиллерийский Белоцерковский[25] Краснознаменный[26] полк, переименован в соответствии с директивой Генерального штаба Красной Армии № Орг/3/313679 от 10.10.1944 г.)
- 392 гвардейский зенитно-артиллерийский Плоештинский полк (бывший 1696 зенитно-артиллерийский Плоештинский[24] полк, переименован в соответствии с директивой Генерального штаба Красной Армии № Орг/3/313679 от 10.10.1944 г.)
- 127 отдельный гвардейский миномётный ордена Кутузова[27] дивизион
- 15 отдельный гвардейский мотоциклетный Порт-Артурский[28] ордена Александра Невского[27] батальон (бывший 80-й)

Части подчинения управления корпуса:
- 4 отдельный гвардейский ордена Александра Невского[29] батальон связи, с 03.05.1943
- 21 отдельный гвардейский сапёрный Порт-Артурский[28] ордена Богдана Хмельницкого батальон (до 01.02.1945 — 60-й отдельный сапёрный ордена Богдана Хмельницкого[30] батальон)
- 227 отдельная рота химической защиты, с 01.07.1943
- 4 отдельная гвардейская автотранспортная рота подвоза ГСМ, 01.05.1945 — переименована в 811-ю отдельную автотранспортную роту подвоза ГСМ
- 103 полевая авторемонтная база
- 86 полевая танкоремонтная база
- авиационное звено связи, с 31.05.1943
- 50 полевой автохлебозавод, с 12.05.1943
- 1926 полевая касса Государственного банка, с 01.01.1944
- 2102 военно-почтовая станция

На 1988 год соединение носило наименование «122-я гвардейская мотострелковая Волгоградско-Киевская ордена Ленина Краснознамённая, орденов Суворова и Кутузова дивизия» с дислокацией в посёлке Даурия (Читинская область) и имело следующий состав:
- управление (п. Даурия);
- 76-й гвардейский мотострелковый Венско-Мукденский Краснознамённый, орденов Суворова и Кутузова полк (п. Даурия);
- 375-й гвардейский мотострелковый Днестровско-Хинганский Краснознамённый, ордена Кутузова полк (п. Даурия);
- 382-й гвардейский мотострелковый Порт-Артурский Краснознамённый, орденов Кутузова и Богдана Хмельницкого полк (п. Даурия);
- 21-й гвардейский танковый Житомирско-Венский дважды Краснознамённый, орденов Суворова и Кутузова полк (п. Даурия);
- 599-й гвардейский самоходный артиллерийский Плоештинский ордена Суворова полк (ст. Харанор) (п. Даурия);
- 1174-й гвардейский зенитный ракетный Плоештинский полк (п. Даурия);
- 128-й отдельный гвардейский разведывательный Порт-Артурский батальон (п. Даурия);
- 203-й отдельный гвардейский батальон связи (п. Даурия);
- 21-й отдельный гвардейский инженерно-сапёрный Порт-Артурский ордена Богдана Хмельницкого 2-й степени батальон (п. Даурия);
- 320-й отдельный ремонтно-восстановительный батальон (п. Даурия);
- 399-й отдельный батальон материального обеспечения (п. Даурия);
- 169-й медицинский батальон (п. Даурия);
- Отдельная рота химической защиты (п. Даурия);
- ОВКР (п. Даурия).

## Награды и почётные наименования
Корпус имел следующие награды и почётные наименования
 (награда, № приказа (указа) и дата, Краткое описание боевых заслуг):
| Награда                                | Дата награждения                                                                 | За что награждена |
| -------------------------------------- | -------------------------------------------------------------------------------- | --- |
| Почётное звание «Гвардейский»          | присвоено приказом Народного комиссара обороны СССР № 57 от 7 февраля 1943 года. | За проявленную отвагу в боях за Отечество с немецкими захватчиками, за стойкость, мужество, дисциплину и организованность, за героизм личного состава |
| Почётное наименование «Сталинградский» | Приказ Народного комиссара обороны СССР № 42 от 27 января 1943 года              | Звание передано от 4-го танкового корпуса |
| Почётное наименование «Киевский»       | Приказ Верховного главнокомандующего от 6 ноября 1943 года                       | В ознаменование одержанной победы и отличие в боях за освобождение города Киева |
| Орден Суворова II степени              | Указ Президиума Верховного Совета СССР от 15 сентября 1944 года                  | За образцовое выполнение заданий командования в боях с немецкими захватчиками, за овладение городами Рымпикул Сэрат (Рымник) и Фокшаны, проявленные при этом доблесть и мужество |
| Орден Красного Знамени                 | Указ Президиума Верховного Совета СССР от 26 апреля 1945 года.                   | За образцовое выполнение заданий командования в боях с немецкими захватчиками при овладении городами Секешфехервар, Мор, Зирез, Веспрем, Эньинг и проявленные при этом доблесть и мужество |
| Орден Кутузова II степени              | Указ Президиума Верховного Совета СССР от 17 мая 1945 года                       | За образцовое выполнение заданий командования в боях с немецкими захватчиками при овладении городом Вена и проявленные при этом доблесть и мужество |
| Орден Ленина                           | Указ Президиума Верховного Совета СССР от 20 сентября 1945 года                  | За образцовое выполнение заданий командования в боях против японских войск на Дальнем Востоке при прорыве Маньчжуро-Чжалайнурского н Халун-Аршаиского укрепленных районов, форсировании горного хребта Большой Хинган, овладении городами Чанчунь, Мукден, Цицикар, Жэхэ, Дай-рэн, Порт-Артур и проявленные при этом доблесть и мужество |

(Танковый фронт 1939—1945)

## Отличившиеся воины
| Награда | Ф.И.О                           | Должность | Звание                                   | Дата награждения                                                                         | Примечания                            |
| ------- | ------------------------------- | --- | ---------------------------------------- | ---------------------------------------------------------------------------------------- | ------------------------------------- |
|         | Алексеев, Василий Михайлович    | командир корпуса. | гвардии генерал-лейтенант танковых войск | 13 сентября 1944 года                                                                    | Погиб в бою 25 августа 1944 года      |
|         | Боряк, Василий Семёнович        | радист-стрелок танка 2-го танкового батальона 22-й гвардейской танковой бригады.                                              | гвардии сержант                          | Указом Президиума ВС СССР от 15 мая 1946 года награждён орденом Славы I степени          |                                       |
|         | Бочарников, Иван Петрович       | командир танковой роты 2-го танкового батальона 21-й гвардейской танковой бригады.                                            | гвардии старший лейтенант                | 25 августа 1944 года                                                                     | Погиб в бою 11 ноября 1943 года       |
|         | Бурмак, Григорий Васильевич     | командир танкового взвода 1-го танкового батальона 21-й гвардейской танковой бригады.                                         | гвардии лейтенант                        | 24 марта 1945 года                                                                       |                                       |
|         | Гладков, Борис Васильевич       | командир танка 3-го танкового батальона 21-й гвардейской танковой бригады.                                                    | гвардии младший лейтенант                | 24 марта 1945 года                                                                       | Погиб в бою 13 апреля 1945 года       |
|         | Грибов, Пётр Иванович           | командир 6-й гвардейской мотострелковой бригады.                                                                              | гвардии полковник                        | 28 апреля 1945 года                                                                      | Погиб в бою 22 марта 1945 года        |
|         | Гурьев, Павел Дмитриевич        | командир сапёрного взвода 21-го отдельного гвардейского сапёрного батальона.                                                  | гвардии старший лейтенант                | 28 апреля 1945 года                                                                      | Умер от ран 28 декабря 1944 года      |
|         | Евсеенко, Владимир Романович    | механик-водитель танка 1-го танкового батальона 21-й гвардейской танковой бригады                                             | гвардии старший сержант                  | 24 марта 1945 года                                                                       |                                       |
|         | Ермаков, Демьян Петрович        | механик-водитель танка 2-го танкового батальона 22-й гвардейской танковой бригады.                                            | гвардии старший сержант                  | Указом Президиума ВС СССР от 28 апреля 1945 года награждён орденом Славы I степени       |                                       |
|         | Иванов, Василий Харламович      | младший механик-водитель танка Т-34 3-го танкового батальона 21-й гвардейской танковой бригады.                               | гвардии сержант                          | 24 марта 1945 года                                                                       |                                       |
|         | Ковалёв, Никита Григорьевич     | командир 1-го танкового батальона 21-й гвардейской танковой бригады.                                                          | гвардии майор                            | 24 апреля 1944 года                                                                      |                                       |
|         | Космачёв, Михаил Михайлович     | механик-водитель танка Т-34 3-го танкового батальона 21-й гвардейской танковой бригады.                                       | гвардии старший сержант                  | 24 марта 1945 года                                                                       | Пропал без вести 23 декабря 1944 года |
|         | Кошелев, Николай Васильевич     | командир 22-й гвардейской танковой бригады.                                                                                   | гвардии полковник                        | 10 января 1944 года                                                                      |                                       |
|         | Красиков, Николай Максимович    | командир танка 48-го отдельного гвардейского тяжёлого танкового полка.                                                        | гвардии лейтенант                        | 24 апреля 1944 года                                                                      | Погиб в бою 11 ноября 1943 года       |
|         | Кудашов, Николай Сидорович      | командир орудия танка Т-34 20-й гвардейской танковой бригады.                                                                 | гвардии старший сержант                  | Указом Президиума ВС СССР от 28 апреля 1945 года награждён орденом Славы I степени       | Погиб в бою 2 января 1945 года        |
|         | Кузнецов, Василий Андреевич     | командир отделения разведки 2-й батареи 464-го гвардейского артиллерийского дивизиона 6-й гвардейской мотострелковой бригады. | гвардии сержант                          | Указом Президиума ВС СССР от 28 апреля 1945 года награждён Орденом Славы I степени       |                                       |
|         | Кузнецов, Евгений Иванович      | командир танка Т-34 152-го танкового батальона 21-й гвардейской танковой бригады.                                             | гвардии лейтенант                        | 10 января 1944 года                                                                      | Пропал без вести 7 августа 1943 года  |
|         | Куликов, Фёдор Алексеевич       | механик-водитель танка 1-го танкового батальона 21-й гвардейской танковой бригады.                                            | гвардии старшина                         | 24 марта 1945 года                                                                       |                                       |
|         | Лагутин, Василий Николаевич     | командир 2-го танкового батальона 21-й гвардейской танковой бригады.                                                          | гвардии капитан                          | 24 апреля 1945 года                                                                      |                                       |
|         | Лысенков, Алексей Максимович    | командир батареи САУ 1458-го самоходного артиллерийского полка.                                                               | младший лейтенант                        | 10 сентября 1944 года                                                                    | Погиб в бою 19 марта 1945 года        |
|         | Макаров, Георгий Васильевич     | командир танка Т-34 3-го танкового батальона 22-й гвардейской танковой бригады.                                               | гвардии младший лейтенант                | 24 марта 1945 года                                                                       | Погиб в бою 20 апреля 1945 года       |
|         | Макаров, Михаил Андреевич       | стрелок-радист танка 1-го танкового батальона 21-й гвардейской танковой бригады.                                              | гвардии младший сержант                  | 24 марта 1945 года                                                                       |                                       |
|         | Миловидов, Вадим Сергеевич      | стрелок-радист танка 1-го танкового батальона 21-й гвардейской танковой бригады.                                              | гвардии сержант                          | 24 марта 1945 года                                                                       |                                       |
|         | Мозжаров, Иван Иванович         | механик-водитель танка Т-34 208-го такового батальона 22-й гвардейской танковой бригады.                                      | гвардии старшина                         | 3 июня 1944 года                                                                         |                                       |
|         | Мосолов, Анатолий Алексеевич    | командир танковой роты 48-го отдельного гвардейского тяжёлого танкового полка                                                 | гвардии лейтенант                        | 3 июня 1944 года                                                                         | Погиб в бою 19 октября 1943 года      |
|         | Мурашов, Павел Романович        | механик-водитель танка 3-го танкового батальона 21-й гвардейской танковой бригады.                                            | гвардии старшина                         | 24 марта 1945 года                                                                       |                                       |
|         | Нагирняк, Дмитрий Васильевич    | заместитель командира 22-й гвардейской танковой бригады по строевой части.                                                    | гвардии подполковник                     | 13 сентября 1944 года                                                                    | Погиб в бою 25 августа 1944 года      |
|         | Надутый, Михаил Иванович        | сапёр 21-го отдельного гвардейского сапёрного батальона.                                                                      | гвардии красноармеец                     | 28 апреля 1945 года                                                                      | Погиб в бою 27 декабря 1944 года      |
|         | Овчаренко, Кузьма Иванович      | командир 21-й гвардейской танковой бригады                                                                                    | гвардии полковник                        | 10 января 1944 года                                                                      | Погиб в бою 11 октября 1943 года      |
|         | Осадчий, Денис Матвеевич        | командир 6-й гвардейской мотострелковой бригады.                                                                              | гвардии полковник                        | 28 апреля 1945 года                                                                      | Погиб в бою 14 октября 1944 года      |
|         | Панчиков, Василий Иванович      | командир орудия 3-го танкового батальона 21-й гвардейской танковой бригады.                                                   | гвардии младший сержант                  | 24 марта 1945 года                                                                       | Погиб в бою 11 декабря 1944 года      |
|         | Петриков, Николай Александрович | разведчик роты управления 22-й гвардейской танковой бригады.                                                                  | гвардии старший сержант                  | Указом Президиума ВС СССР от 27 марта 1965 года перенаграждён орденом Славы I степени    |                                       |
|         | Полянский, Николай Алексеевич   | командир взвода средних танков Т-34 208-го танкового батальона 22-й гвардейской танковой бригады.                             | гвардии лейтенант                        | 24 апреля 1944 года                                                                      | Погиб в бою 13 октября 1943 года      |
|         | Руднев, Василий Дмитриевич      | командир орудия танка 1-го танкового батальона 21-й гвардейской танковой бригады.                                             | гвардии сержант                          | 24 марта 1945 года                                                                       |                                       |
|         | Савельев, Михаил Иванович       | командир 5-го гвардейского танкового корпуса.                                                                                 | гвардии генерал-лейтенант                | 8 сентября 1945 года                                                                     |                                       |
|         | Третьяк, Иван Лукич             | командир 21-й гвардейской танковой бригады.                                                                                   | гвардии подполковник                     | 28 апреля 1945 года                                                                      |                                       |
|         | Усик, Иван Павлович             | командир танковой роты 1-го танкового батальона 22-й гвардейской танковой бригады.                                            | гвардии старший лейтенант                | 24 марта 1945 года                                                                       |                                       |
|         | Хомяков, Василий Сергеевич      | командир танка Т-34-85 3-го танкового батальона 21-й гвардейской танковой бригады.                                            | гвардии младший лейтенант                | 24 марта 1945 года                                                                       | Погиб в бою 25 августа 1944 года      |
|         | Христенко, Василий Тимофеевич   | командир бронетранспортёра 15-го отдельного гвардейского мотоциклетного батальона.                                            | гвардии старшина                         | Указом Президиума ВС СССР от 15 мая 1946 года награждён орденом Славы I степени          |                                       |
|         | Шевцов, Георгий Георгиевич      | командир башни танка 1-го танкового батальона 21-й гвардейской танковой бригады.                                              | гвардии младший сержант                  | 24 марта 1945 года                                                                       | Погиб в бою 9 января 1945 года        |
|         | Шолуденко, Никифор Никитович    | командир разведывательного взвода роты управления 22-й гвардейской танковой бригады.                                          | гвардии старшина                         | 3 июня 1944 года                                                                         | Погиб в бою 5 ноября 1943 года        |
|         | Шутов, Степан Фёдорович         | командир 20-й гвардейской танковой бригады.                                                                                   | гвардии полковник                        | 10 января 1944 года, 13 сентября 1944 года                                               |                                       |
|         | Янаев, Хамзя Исмаилович         | командир мотоциклетного отделения 15-го отдельного гвардейского мотоциклетного батальона.                                     | гвардии ефрейтор                         | Указом Президиума ВС СССР от 23 сентября 1962 года перенаграждён орденом Славы I степени |                                       |